# Sesta Godano
Sesta Godano (en lígur: A Sesta) és un comune (municipi) de la província de La Spezia, a la regió italiana de la Ligúria, situat uns 60 km a l'est de Gènova i uns 25 km al nord-oest de La Spezia.
Sesta Godano limita amb els següents municipis: Albareto, Borghetto di Vara, Brugnato, Carro, Carrodano, Varese Ligure, Zeri i Zignago.

## Evolució demogràfica
| Gràfica d'evolució de Sesta Godano entre 1861 i 2001 |
|                                                      |
| Font: ISTAT - elaboració gràfica de Viquipèdia       |